# Seymour Benzer
Seymour Benzer   (Bronx, 15 d'octubre de 1921 - Pasadena, 30 de novembre de 2007) fou un físic, biòleg molecular i genetista del comportament estatunidenc. Va començar la seva carrera durant la revolució de la biologia molecular de la dècada dels cinquanta i va destacar en els àmbits de la genètica molecular i del comportament. Va dirigir un laboratori de recerca genètica productiva a la Universitat de Purdue i a l'Institut de Tecnologia de Califòrnia.

## Biografia
Benzer, fill de jueus de Polònia, va néixer a Bensonhurst, Brooklyn. Una de les seves primeres experiències científiques quan era nen va ser dissecar granotes que havia agafat. En una entrevista a l'Institut Tecnològic de Califòrnia, va recordar que li havien regalat un microscopi per al seu 13è aniversari "i que li va obrir tot el món". El llibre Arrowsmith de Sinclair Lewis va influir-lo de manera important, fins al punt d'imitar la lletra de Max Gottlieb, un científic de la novel·la. Benzer es va graduar a l'escola secundària als 15 anys, el 1938 es va matricular al Brooklyn College on es va especialitzar en física, coincidint amb Esther Conwell, i a continuació va estudiar a la Universitat Purdue per obtenir el seu doctorat, alhora que participava en un projecte militar secret per desenvolupar un radar. Va realitzar investigacions que van conduir al desenvolupament de rectificadors de germani estable i van descobrir un cristall de germani capaç d'utilitzar-se a altes tensions, entre el treball científic que va portar a desenvolupar el primer transistor. Va morir d'un accident cerebrovascular a l'Hospital Huntington de Pasadena, Califòrnia.

## Carrera científica

### Biologia molecular
En rebre el seu doctorat el 1947, va ser immediatament contractat com a professor ajudant de física a Purdue. No obstant això, Benzer es va inspirar en el llibre d'Erwin Schrödinger Què és la vida?, en què el físic reflexiona sobre la naturalesa física del gen i un "codi" de la vida, fet que va catalitzar el canvi de Benzer vers l'interès per la biologia, i es va traslladar a l'àrea de genètica dels bacteriòfags. Després dos anys com a becari postdoctoral al laboratori de Max Delbrück de l'Institut de Tecnologia de Califòrnia, va tornar a la Universitat de Purdue, on va desenvolupar el sistema T4 rII, una nova tècnica genètica que incloïa la recombinació en bacteriòfags T4 rII mutants. Després d'observar que un mutant rII en particular, una mutació que va causar que el bacteriòfag eliminés els bacteris més ràpidament del normal, no estava exhibint el fenotip esperat, es va adonar que aquesta soca podria haver provingut d'un encreuament entre dos mutants rII diferents (cadascun part del gen rII intacte) en la qual la recombinació va provocar una seqüència normal de rII. Benzer va veure que, generant molts mutants r i enregistrant el lligament genètic entre diferents soques r, es podria crear un mapa detallat del gen, tal com ho havia fet Alfred Sturtevant per als cromosomes. Aprofitant l'enorme nombre de recombinants que podien ser analitzats en el sistema mutant rII, va poder mapejar més de 2400 mutacions de rII. Les dades que va recollir van proporcionar la primera evidència que el gen no és una entitat indivisible, com es creia prèviament, i que eren lineals. Benzer també va provar que les mutacions estaven distribuïdes en moltes parts diferents d'un sol gen, i el poder de resolució del seu sistema li va permetre discernir mutants que difereixen al nivell d'un únic nucleòtid. Basant-se en les seves dades sobre rII, també va proposar diferents classes de mutacions que inclouen delecions, mutacions puntuals, mutacions amb canvi de sentit i mutacions sense sentit.
L'obra de Benzer va influir en molts altres científics del seu temps. Durant el seu període que es va dedicar a la biologia molecular, Benzer va disseccionar la fina estructura d'un sol gen, establint establint les bases de l'anàlisi de mutacions, de l'enginyeria genètica i un paradigma amb el bacteriòfag rII que més tard seria utilitzat per Francis Crick i Sydney Brenner per establir el codi genètic de l'ADN. També la tècnica de mapejar de Benzer va ser represa per Richard Feynman.
El 1967, Benzer va deixar el camp de la genètica del fag i va tornar a l'Institut de Tecnologia de Califòrnia per treballar en la genètica del comportament.

### Genètica del comportament
Benzer va ser un dels primers científics en destacar en el camp de la genètica del comportament. Quan va començar a sorgir en els anys seixanta i setanta, es va trobar en oposició científica amb un altre dels millors investigadors del camp, en Jerry Hirsch. Mentre Hirsch creia que els comportaments eren fenòmens complexos irreductibles a nivell de gens individuals, Benzer va advocar per que els comportaments animals no eren massa complexos per ser dirigits per un sol gen; això es va traduir en diferències metodològiques en els experiments dels dos investigadors amb Drosophila que van influir profundament en el camp de la genètica conductual. Hirsch va seleccionar artificialment per comportaments d'interès moltes generacions, mentre que Benzer va utilitzar principalment pantalles de mutagènesi genètica avançada per aïllar els mutants per a un comportament particular. Les filosofies competidores de Benzer i Hirsch van servir per proporcionar la tensió científica necessària per a accelerar i millorar l'evolució de la genètica del comportament, ajudant-la a esdevenir un camp d'estudi legítim dins la comunitat científica.
Benzer va utilitzar genètica avançada per investigar les bases genètiques de diversos comportaments com la fototàxia, els ritmes circadians, l'aprenentatge induint mutacions en una població de Drosophila i, posteriorment, detectar individus amb fenotips alterats. Per identificar millor els mutants, va desenvolupar aparells nous com el dispositiu contracorrent, que es va dissenyar per separar les mosques d'acord amb la magnitud i la direcció de la seva resposta fototàctica. Va identificar els mutants per a una àmplia varietat de característiques: visió, locomoció, sensibilitat a l'estrès (freaked-out), funció sexual (savoir-faire), funció nerviosa i muscular, i aprenentatge i memòria.
Benzer i l'estudiant Ron Konopka van descobrir els primers mutants de ritme circadiari. Es van identificar tres tipus diferents de mutants -arrítmic, període escurçat i període allargat-. Aquestes mutacions implicaven el mateix gen funcional en el cromosoma X i influïen en el ritme d'eclosió de la població, així com en els ritmes de l'activitat locomotora de les mosques individualment. Per a monitorar l'activitat locomotora de Drosophila, Benzer i investigador postdoctoral, Yoshiki Hotta, van dissenyar un sistema amb llum infraroja i cel·les solars. Les tres mutacions van ser mapejades al cromosoma X, a zero centímetres de distància entre si, indicant que els fenotips mutants corresponien a al·lels del mateix gen, que Konopka va anomenar període (per). Aquest va ser el primer d'entre diversos estudis de gens individuals que afecten el comportament, estudis que han estat replicats en altres models animals i són avui la base per al creixent del camp de la biologia molecular del comportament. El 1992 Benzer, treballant amb Michael Rosbash, va promoure aquesta tasca demostrant que la proteïna PER, que és la que codifica el període, està predominantment localitzada en el nucli.
Benzer va estar a l'avantguarda de l'estudi de la neurodegeneració en mosques de la fruita intentant erradicar les malalties humanes. També va contribuir al camp de la biologia de l'envelliment, buscant mutants amb una longevitat alterada i tractant de disseccionar els mecanismes mitjançant els quals un organisme pot escapar de la caiguda funcional inevitable i les seves malalties associades. El 1998, Benzer i els seus companys Yi-Jyun Lin i Laurent Seroude van publicar el descobriment d'un mutant de llarga vida en Drosophila, llavors anomenat Methuselah. El gen mutant codificat per un membre desconegut fins al moment de la família GPCR. En realitzar proves de l'estrès de temperatura, es pensa que aquests mutants tenen una capacitat més gran de respondre a l'estrès i, per tant, viure més temps. Un dels darrers projectes de recerca de Benzer va ser sobre restricció dietètica i investigació de longevitat. Es va publicar un document, a Cell, sobre l'efecte sobre la longevitat del 4E-BP, un repressor translacional, després de la restricció alimentària. Encara que la investigació es va fer abans de la seva mort, el document va ser publicat després dedicat a la seva memòria.

### Investigació sobre el càncer
El 1978 la seva dona Dotty va patir un càncer de mama i el seu amic i mentor, Max Delbrück, també va ser diagnosticat de càncer. En conseqüència, Seymour Benzer es va interessar per la biologia del càncer i va assistir a diverses conferències sobre el càncer de mama. Benzer es va casar més tard amb Carol Miller, una neuropatòloga; junts, a principis de la dècada de 1980, van utilitzar tècniques de tinció d'anticossos per trobar gens gairebé idèntics entre mosques i humans.